# Mirtazapin
Mirtazapin (Mirzaten, Remeron) atipični je tetraciklički antidepresiv koji se primarno koristi u liječenju depresije, ali i anksioznih poremećaja te nesanice.
Česte nuspojave uključuju pospanost, pseudovrtoglavicu, pojačan apetiti i porast tjelesne težine. Ozbiljne nuspojave uključuju razvoj manije u pacijenata s bipolarnim poremećajem, niska razina bijelih krvnih stanica te rizik od suicida u djece. Nije preporučen za uzimanje u kombinaciji s MAO inhibitorima. Mehanizam djelovanja nije posve jasan, ali čini se da djeluje na adrenergičke i serotoninske receptore. Mirtazapin posjeduje snažna antihistaminergična svojstva, što se odražava i na profil nuspojava.
Odobren je za korištenje u Sjedinjenim Državama 1996. godine.

## Istraživanja
Cochrane je 2011. donio zaključak kako je mirtazapin „bolji od SSRI-ova na kraju terapije nakon 6-12 tjedana” s jedinstvenim profilom nuspojava.

## Povijest
Mirtazapin je prvi puta sintetiziran od strane Organona, a klinička istraživanja na njemu započela su 1989. godine. Odobren je u Nizozemskoj 1994. za liječenje kliničke depresije, a za tu je indikaciju odobren i u SAD-u 1996. kao Remeron.
Stariji srodnik mu je antidepresiv mianserin (stavljen na tržište 1979. u Francuskoj).